# 大鼻頜吻鰻
大鼻頜吻鰻（學名：Gnathophis nasutus），是輻鰭魚綱鰻形目康吉鳗科頜吻鰻屬的其中一種，由艾瑪·斯坦尼斯拉夫娜·卡莫夫斯卡婭 (Emma Stanislavovna Karmovskaya)和約翰·理查德·帕克斯頓(John Richard Paxton)在2000年描述，分布於東印度洋澳洲西澳大利亞州海域，深度80至140公尺，體長可達18.8公分，為底棲性魚類，生活習性不明。